# Johannes Richter (Theologe)

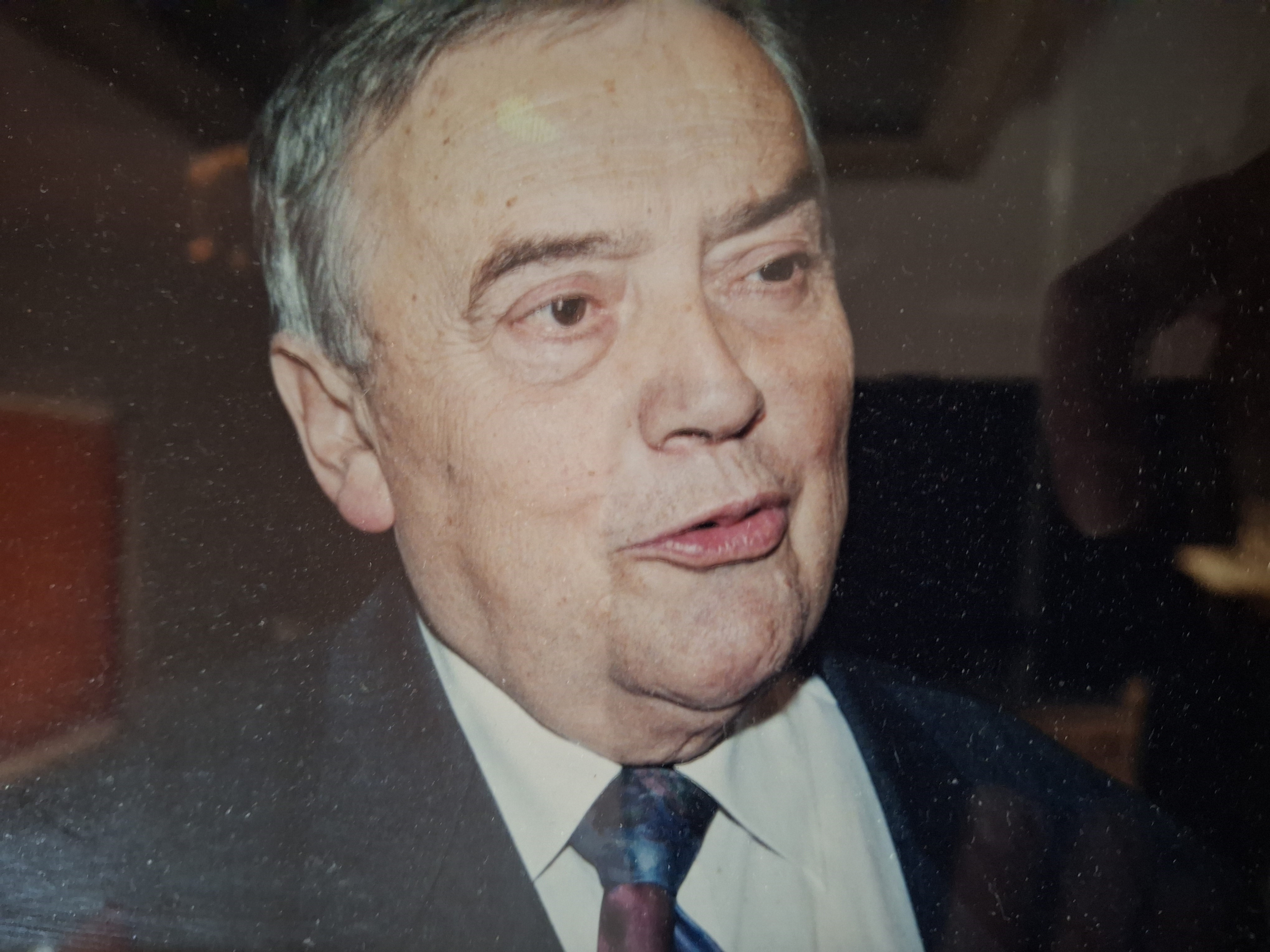
Johannes Richter, 2001

Johannes Emil Gustav Richter (* 4. März 1934 in Zwönitz; † 6. Mai 2004 in Leipzig) war ein deutscher evangelisch-lutherischer Theologe und Autor.

## Beruflicher Werdegang
Nach dem Abitur in Aue studierte Richter an der Universität Leipzig 1952–1957 Theologie. Seine Studienjahre wurden geprägt von den Professoren Albrecht Alt, Franz Lau und Ernst Sommerlath. 1957 trat er als Vikar an der St.-Wolfgangs-Kirche in Schneeberg in den kirchlichen Dienst der Ev.-Luth. Landeskirche Sachsens. 1958 wurde er dort ordiniert. Seine erste Pfarrstelle von 1961 bis 1970 war an der St.-Nicolai-Kirche in Grünhain. Von 1970 bis 1976 hatte er die erste Pfarrstelle an der Trinitatiskirche in Dresden-Johannstadt inne. 
1976 wurde er zum Superintendenten des Kirchenbezirkes Leipzig-West und erster Pfarrer und Pfarramtsleiter an die St.-Thomas-Matthäi-Kirche in Leipzig gewählt. Dort wirkte er bis zu seinem Eintritt in den Ruhestand 1998.
Zahlreiche Vorträge, sowohl über Bach und sein Wirken in Leipzig als auch über die Erfahrungen der Friedlichen Revolution in Leipzig, führten ihn in die USA (Bethlehem, Allentown, Marion, York, Philadelphia), in die Evangelische Akademie Tutzing und in weitere Gemeinden in- und außerhalb Sachsens. 
1970 bis 1986 war er Mitglied der Sächsischen Landessynode. Von 1981 bis 1999 hatte er den Vorsitz des Ev.-Luth. Diakonissenhauses Leipzig inne.
1989/90 war er Co-Moderator des „Runden Tisches“ beim Rat des Bezirkes Leipzig.
In den Jahren 1990 bis 2004 war er Mitglied des Direktoriums der Neuen Bachgesellschaft e.V., Leipzig. Von 1992 bis 1998 war er Mitglied im MDR-Rundfunkrat. Von 1997 bis 2004 war er Mitbegründer und langjähriger Vorsitzender des Fördervereins Thomaskirche-Bach e.V.

## Ehrungen
- 1990: Ehrendoktorwürde des Muhlenberg College Allentown, USA.

## Privates
Richters Vater, Johannes Richter (1900–1971) war Holzhändler und Sägewerksbesitzer, die Mutter, Johanne Richter, geb. Becher (1901–1957), war Hausfrau. Durch seine Mutter hatte er von Kindheit an eine enge Bindung zur methodistischen Kirche. Sein Bruder, Gotthold Richter (1928–1997), war Kaufmann der Holzindustrie. 
Seine Ehefrau, Beate geb. Willrich (1934–2006), lernte er bereits im Gymnasium in Aue kennen, in Leipzig kreuzten sich ihre Wege wieder. Am 19. Juli 1958 heirateten sie in der Hospitalkirche in Schneeberg.
Das Paar hatte zwei Töchter, Eva Beate (* 1960) und Angelika (* 1964), sowie drei Enkelinnen. 

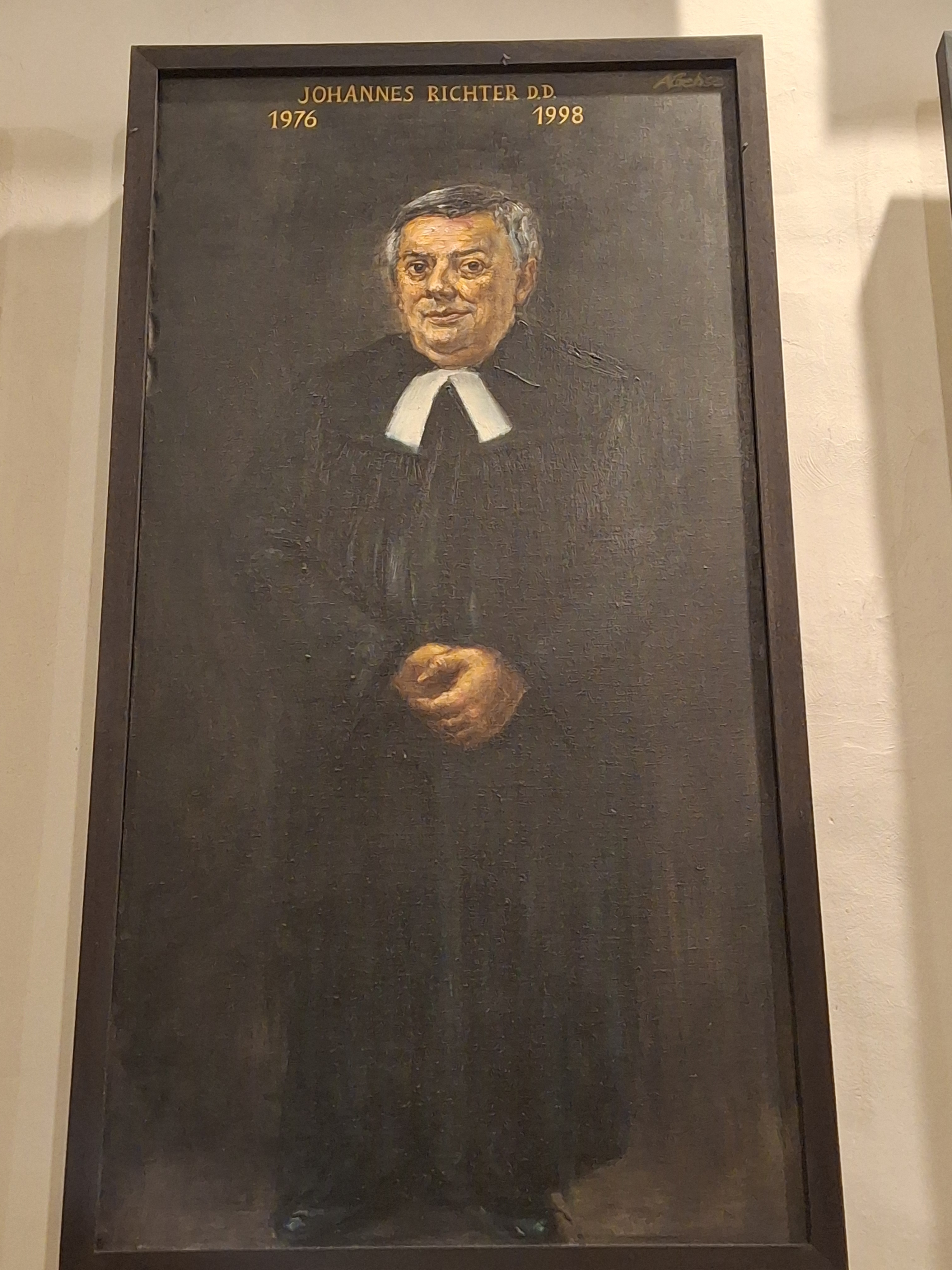
Gemälde Johannes Richters von Albrecht Gehse in der Thomaskirche Leipzig

## Publikationen

### Belletristik
- Innen und außen. Einsichten und Aussichten. Gedichte Radius-Verlag Stuttgart, 1997 ISBN 978-3-87173-133-4
- Einsichten – Gedichte. Radius-Verlag Stuttgart, 2004 ISBN 978-3-87173-287-4

### Sachtexte
- Gehversuche – Über den Weg der Deutschen 1989–99 Evangelische Verlagsanstalt Leipzig, 1999 ISBN 3374017525
- Synopse der alten und neuen Predigttextreihen. Evangelische Haupt-Bibelgesellschaft Berlin, 1979

### Herausgeberschaften
- Wenn mich nicht deine Hand (Hrsg.) Benno-Verlag Leipzig, 1984 ISBN 3746200407
- Wenn die Stille in mir (Hrsg.)  Benno-Verlag Leipzig, 1992 ISBN 3746204321
- Sorget nicht, was ihr reden werdet – Kirche und Staat in Leipzig - Protokolle 1977-1989 (Hrsg.)  Evangelische Verlagsanstalt Leipzig, 1993 ISBN 3374014747
- Lebensläufe - hüben und drüben (Hrsg.) Evangelische Verlagsanstalt Leipzig, 1993 ISBN 9783810011213
- Dona nobis pacem – Herbst 89 in Leipzig – Friedensgebete, Predigten und Fürbitten (Hrsg.) Evangelische Verlagsanstalt Leipzig, 1995 ISBN 3374011713